# École de Versailles
L'École de Versailles fu il luogo in cui nacque e si sviluppò l'equitazione francese fino al 1830.

## Cronologia
- 1680: Fondazione dell'École de Versailles attraverso l'unificazione a Versailles della Petite e Grande Écurie du Roi.
- 1682: Inaugurazione della scuola da parte di Luigi XIV che allora aveva 44 anni.
- 1793: Soppressione di tutte le scuole di patrocinio reale ad opera della Convenzione Nazionale.
- 1796: Il direttorio esecutivo stabilisce la creazione di una "Scuola Nazionale di guida" da creare presso le scuderie di Versailles.
- 1810: Chiusura dell'École d'équitation Versailles trasformata in École spéciale de cavalerie de Saint Germain.
- 1814: Riapertura sotto la direzione del visconte d'Abzac.
- 1830: Chiusura definitiva della École.

## Écuries
La scuola di Versailles era composta da stalle piccole (Petite Écurie) e dalle grandi scuderie (Grande Écurie). Gli edifici, costruiti da Jules Hardouin-Mansart, vennero iniziati rispettivamente nel 1681 e nel 1682, sul lato est, in modo che si potessero ammirare assieme al parco e al bosco dalle finestre del castello che era sul lato occidentale. Vennero completati pochi anni dopo.

### Grande Écurie
La grande écurie alloggiava i cavalli da guerra,  maneggio, sfilate e per la caccia. 
Era diretta dal "gran scudiero di Francia", detto "M. le Grand". Era composta da tre categorie di funzionari: coloro che servivano tutti i giorni, dagli scudieri del re e da coloro che partecipavano alle cerimonie. In quest'ultima categoria erano gli araldi, il seguito in armi, i portatori delle armi e il corpo dei musicisti.
La grande écurie aveva grande autorità anche sulla scuola dei paggi fondata nel 1682 da Luigi XIV. Dal 2003, il Manège de la Grande Écurie ospita l'Accademia delle Arti dello Spettacolo Equestre diretta da Bartabas. Essa accoglie oggi circa quaranta cavalli.

### Petite Écurie
La petite écurie ospitava i cavalli adibiti al traino delle carrozze.
Era diretta dal primo scudiere detto M. le Premier. Era costituita da una ventina di scudieri, trenta paggi e 24 piccoli valletti a piedi, oltre a cocchieri, sellai, stallieri e postiglioni.

## Scudieri
Gli scudieri, che iniziarono a creare la celebrità della Scuola di Versailles, furono: 
- Du Vernet du Plessis (1620-1696) o Duplessis al quale Luigi XIV devolse l'educazione equestre del Delfino.
- Du Vernet de la Vallée, citato da La Guérinière come il predecessore, nella sua École de Cavalerie.
- Antoine de Vendeuil, maestro de La Guérinière
- Casaux de Nestier (1684-1754), primo scudiero cavalcatore, diede lezioni di equitazione al giovane Luigi XV
- François de Salvert
- Comte de Lubersac (1713-1767), diresse l'école des Chevau-légers
- Montfaucon de Rogles (1717-1760), « Écuyer ordinaire de la petite Écurie du Roi, comandante l'equipaggio di Monseigneur le Dauphin » definì nel suo Traité d'équitation (1788) la dottrina delle écuries Royales de Versailles.
- Jean François Brunet de Neuilly scudiere fino al 1773
- Charles-Eugène de Lorraine, principe de Lambesc (1751-1825)
- Marquis de La Bigne
- Vicomte Pierre Marie d'Abzac (1744-1827) che insegnò l'equitazione a tre diversi re, Luigi XVI, Luigi XVIII e Carlo X.
- Chevalier Jean François d'Abzac, fratello del precedente (1754-1820)
- Antoine-Henri-Philippe-Léon d'Aure